# Корниенко, Михаил Борисович
Михаи́л Бори́сович Корние́нко (род. 15 апреля 1960 года, Сызрань, Куйбышевская область) — лётчик-космонавт Российской Федерации. Герой России.
Совершил два космических полёта: первый — в качестве бортинженера корабля «Союз ТМА-18» и участника экспедиции МКС-23/24, второй — в качестве бортинженера корабля «Союз ТМА-16М» и участника «годовой» экспедиции МКС-43/44/45/46. Число выходов в открытый космос — 2. Суммарная продолжительность выходов — 12 часов 17 минут.

## Образование
В школьные годы жил в городе Южноуральске Челябинской области. Является почетным гражданином города. В 1977 году окончил среднюю школу № 15 города Челябинск. Окончил в 1987 году вечернее отделение Московского авиационного института, получив специальность инженера-механика ЖРД.

## Профессиональная деятельность
С 1980 по 1986 год работал в московской милиции.
С 1986 по 1991 год работал инженером в Конструкторском бюро общего машиностроения (КБ ОМ) в Москве и на Байконуре.
С октября 1991 по декабрь 1992 года работал директором производственно-технического отдела ООО «Трансвосток».
С января 1993 по апрель 1995 года работал генеральным директором ТОО «ЭСТЭ».
С апреля 1995 года до зачисления в отряд космонавтов работал инженером 2-й категории РКК «Энергия» в отделе подготовки космонавтов к внекорабельной деятельности.
В 2011 году являлся кандидатом в Государственную думу от партии «Единая Россия» шестого созыва.
1 декабря 2017 года по собственному желанию перевелся с должности инструктора-космонавта-испытателя 1-го класса на должность ведущего специалиста отряда космонавтов ЦПК.

## Воинская служба
С мая 1978 по май 1980 года проходил срочную службу в Воздушно-десантных войсках Советской армии. Служил в 104-й гвардейской воздушно-десантной дивизии в городе Кировабаде (ныне Гянджа). Закончил службу в звании гвардии младшего сержанта. В 1987 году стал лейтенантом запаса.

## Участие в экспедициях к МКС
В 2010 году в первом полёте на корабле Союз ТМА-18 был бортинженером экспедиций МКС-23 и 24. Совершил выход в открытый космос. Продолжительность полета составила 176 сут 01 ч 18 мин 38 с.
В 2012 году прошла информация о запланированном полёте на Международную космическую станцию (МКС) продолжительностью один год (весна 2015 — весна 2016 года). Этому полёту была посвящена пресс-конференция в Центре управления полётами в городе Королёв 5 декабря 2012 года с телемостом с Космическим центром Джонсона в городе Хьюстон в США. Дублёром Михаила Корниенко назначили Сергея Волкова. Второй участник годовой экспедиции на МКС — американский астронавт Скотт Келли (дублёр — Джеффри Уильямс).
Основные цели полёта: исследование поведения организма в длительных космических полётах при использовании новейших методик адаптации при полётах к Луне, астероидам, и в конечном итоге к Марсу.
Полёт к международной космической станции корабля Союз ТМА-16М начался 27 марта 2015 года в 22 часа 42 минуты. Во время полёта к МКС были доставлены три участника экспедиции МКС-43/44: Геннадий Падалка, Михаил Корниенко и Скотт Келли. Это первый полёт с годовой миссией на МКС. Командир Г. Падалка вернулся на Землю с другим экипажем, прибывшим позже с кратковременной миссией. Скотт Келли и Михаил Корниенко провели на орбите почти год, продолжив работу в составе МКС-45/46 (командир Келли). Келли и Корниенко садились на другом корабле — Союз ТМА-18М с другим командиром — Сергеем Волковым. Отстыковка корабля и посадка спускаемого аппарата успешно состоялись 2 марта 2016 года. Целью экспедиции Келли и Корниенко стал сбор данных о реакции человеческого организма на длительное пребывание в космосе. Ключевым отличием этой миссии от более ранних стало наличие на МКС нового инструментария, который фиксировал физиологическое состояние Келли и Корниенко. Длительность миссии — 340 сут 08 ч 42 мин 30 с. Корниенко в этом полёте снова совершил выход в открытый космос. 10 августа 2015 года шестичасовой выход в открытый космос российских космонавтов Геннадия Падалки и Михаила Корниенко транслировали на сайте НАСА и на сайте Федерального космического агентства. Космонавты проинспектировали обшивку Международной космической станции, сняли данные с оборудования, установленного в рамках программы «Обстановка», смонтировали новую телекоммуникационную антенну, очистили от налёта иллюминаторы служебного модуля «Звезда». За время полета со Скоттом Келли, а также во время подготовки и реабилитации, студиями Наука 2.0 и TIME были выпущены документальные сериалы под похожими названиями — «Год на орбите» и «Год в космосе».
За два полёта суммарное время в космосе — 516 сут 10 ч 01 мин 08 с. За два выхода в открытый космос суммарное время работы — 12 ч 17 мин.
Статистика
| # | Стартовый корабль | Старт, UTC        | Экспедиция                    | Корабль посадки | Посадка, UTC      | Налёт                        | Выходы в открытый космос | Время в открытом космосе |
| - | ----------------- | ----------------- | ----------------------------- | --------------- | ----------------- | ---------------------------- | ------------------------ | ------------------------ |
| 1 | Союз ТМА-18       | 02.04.2010, 04:04 | Союз ТМА-18, МКС-23/24        | Союз ТМА-18     | 25.09.2010, 05:23 | 176 суток 01 час 18 минут    | 1                        | 06 часов 42 минуты       |
| 2 | Союз ТМА-16М      | 27.03.2015, 19:42 | Союз ТМА-16М, МКС-43/44/45/46 | Союз ТМА-18М    | 02.03.2016, 04:25 | 340 суток 08 часов 42 минуты | 1                        | 05 часов 34 минуты       |
|   |                   |                   |                               |                 |                   | 516 суток 10 часов 00 минут  | 2                        | 12 часов 16 минут        |

## Семейное положение
Отец — Борис Григорьевич Корниенко (1928—1965), военный лётчик, погиб в авиакатастрофе.
Мать — Фаина Михайловна Корниенко (1931 г.р.).
Брат — Сергей Борисович Корниенко (1954 г.р.), подполковник в отставке.
Жена — Богданова Наталия Андреевна, 01 октября 1990 г.р. Работает в ЦПК имени Ю.А.Гагарина инструктором по подготовке космонавтов по управлению манипулятором ERA и в ЦУП Москвы в качестве специалиста по связи с экипажем при выполнении миссий с манипулятором. Увлекается самолетным спортом.    

## Увлечения
Среди увлечений Михаила полеты в качестве частного пилота на самолётах и вертолетах, прыжки с парашютом, а также альпинизм. Причем, в полеты он пришел только в возрасте 60 лет, отучившись в АУЦ и получив свидетельство на самолёт и вертолет. В августе 2007 года совершил восхождение на вершину Килиманджаро. 12 апреля 2024 года совершил рекордный стратосферный прыжок с парашютом с 10500 метров на Северный полюс. 
Радиолюбительский позывной — RN3BF.

## Роли в кино
Сыграл самого себя в фильме 2016 года «Ёлки 5».

## Награды
- Герой Российской Федерации и Лётчик-космонавт Российской Федерации (12 апреля 2011 года) — «за мужество и героизм, проявленные при осуществлении длительного космического полёта на Международной космической станции»[15]
- Орден «За заслуги перед Отечеством» IV степени (12 июля 2017 года) — за мужество и высокий профессионализм, проявленные при осуществлении длительного космического полета на Международной космической станции[16]
- Медаль Алексея Леонова (Кемеровская область, 2015) — за два совершённых выхода в открытый космос[17]